# Христо Бахтарлиев
Христо Василев Бахтарлиев е български футболист, вратар, който играе за ЦСКА 1948 (София).

## Кариера
В школата на Беласица тренира в продължение на 2 години, след което преминава в школата на ЦСКА. Там се развива като вратар при треньори като Стоян Йорданов, Георги Велинов-Джони и Стефан Трифонов. На 17 години Стойчо Младенов го взима в представителния отбор на ЦСКА и става шампион на България за сезон 2002/2003. След това става шампион и с Миодраг Йешич през сезон 2004/2005. Много сериозна контузия го вади от футбола за 1 година и разтрогва договора с ЦСКА. След като се възстановява се завръща в Беласица. Бивш юношески и младежки национал. През 2009 г. преминава в отбора на ПФК Монтана.